# Г̌

Г̌, г̌(게 워시 케러)은 키릴 문자의 일종이다. 이는 슈그니어, 와키어에서 사용되며, 여기서는 "loch"의 Scottish⟨ch⟩와 같이 유성 연구개 마찰음 /ɣ/을 나타내지만 유성음이 난다. 아직 유니코드로 인코딩되지 않았다.